# Cornette (grade militaire)
Pour les articles homonymes, voir Cornette.

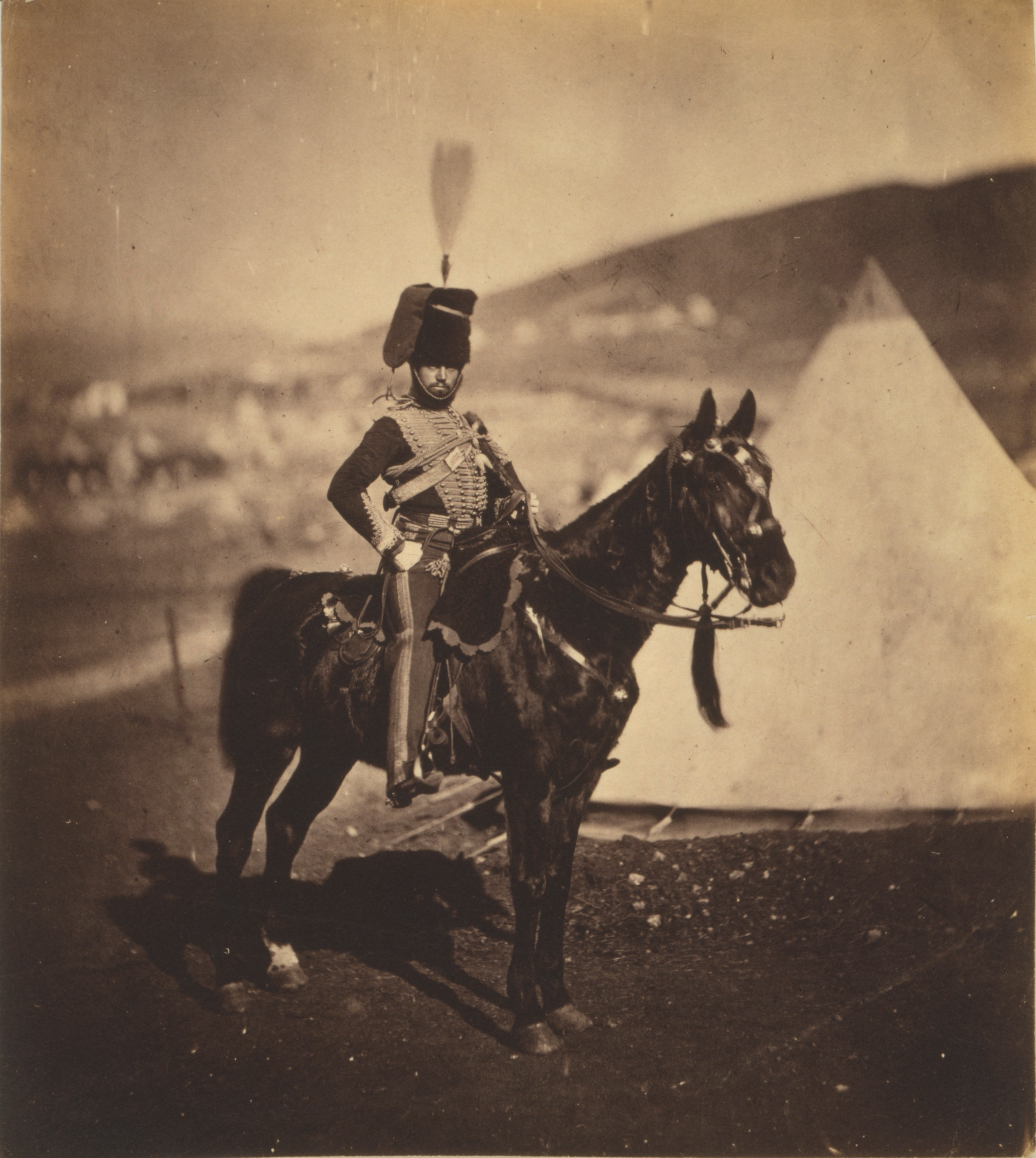
Le Cornette Wilkin du 11e régiment de hussards anglais durant la guerre de crimée

Le grade militaire de cornette, désignait, dans la cavalerie légère française de l'ancien Régime, l'officier le moins gradé de chaque cornette, et alternativement une petite troupe d'hommes à cheval.

## En France

### Grade
Le terme de cornette, correspondant à l'actuel sous-lieutenant, décrivait pendant l'ancien Régime l'officier le moins gradé dans la cavalerie de ligne (dite « légère ») et aux compagnies des chevau-légers de la Maison militaire du roi de France et de la Gendarmerie de France, de même dans les dragons, hussards, chasseurs à cheval et toutes les autres troupes légères à cheval.
Dans lesdites troupes le cornette rangeait après le lieutenant ou sous-lieutenant. L'équivalent de celui-ci était le guidon dans les compagnies « lourdes » de la Maison du roi et de la gendarmerie (qui rangeait après l'enseigne).
Son rôle dans la bataille était de tenir l'étendard de la compagnie. D'ailleurs à l'origine le terme « cornette » désignait l'étendard lui-même. Dans les troupes de cavalerie française le terme apparaît progressivement au XVIe siècle dans les compagnies de chevau-légers. Le grade fut créé à la fin du XVIIe siècle dans les régiments Colonel-Général et mestre de camp général avant d'être généralisé en 1756 et 1757. Dans les compagnies de dragons, on utilisait parfois aussi le terme « guidon » pour désigner le cornette.

### Troupe
La cornette de cavalerie est une petite troupe d'hommes à cheval réunis sous une enseigne nommée cornette et faisant partie de la cavalerie française sous le règne de Louis XII.
Le général Raimondo Montecuccoli formait ses cornettes de 60 lances, cataphractaires, de 120 demi-cuirasses, c'est-à-dire de cavaliers n'ayant qu'un plastron et de 60 arquebusiers à cheval. Ce genre de troupe correspondait à un petit régiment de 3 escadrons d'armes diverses.
En 1675, on comptait 1 régiment de 3 ou 4 cornettes de 100 chevaux chacune.

## Ailleurs
Ce grade a existé dans les cavaleries d'autres pays : en Suède (Kornett) et en Russie impériale (корнет). Il est toujours en usage aux Pays-Bas (artillerie et cavalerie), et dans certains régiments de l'armée britannique : les princes Henry de Galles et William de Galles ont porté le rang de cornette dans le régiment Blues and Royals (Horse guards) avant d'être promus lieutenants.